# Pars nervosa
Hipofiza
Pars nervosa (Pars nervosa glandulae pituitariae, pars nervosa hypophyseos), dio hipofize.
U embrionalnom razvitku neurohipofiza nastaje od neuroektoderma. Nastaje kao izbočina dna diencefalona (infundibul) koji raste ka dolje poput drška koji ostaje povezan s mozgom.

## Građa
Sastoji se od aksona hipotalamičkih neurona. Svojstveno ovim aksonima su vrlo brojna po cijeloj dužini u kojima se nalaze neurosekretna zrnca. Nakupine neurosekretnih zrnaca tzv. Herringova tjelešca nalaze se na krajevima aksona. Tu su i razgranate glija-stanice tzv. pituiciti. Nema žljezdanih stanica. Hormoni koji se oslobađaju u pars nervosa su oksitocin (OT) i antidiuretički hormon (ADH).
Držak hipofize i pars nervosa tvore neurohipofizu. Ona se u embrionalnoj fazi razvija od neuroektoderma usne šupljine.
Krvlju ju opskrbljuje arterija koja potječu od unutarnje karotidne arterije. S ventralne strane, desna i lijeva ventralna hipofizna arterija (arteria hypophysialis inferior) opskrbljuju neurohipofizu te malim dijelom držak.
Pars nervosa čini glavninu stražnjeg režnja hipofize. Skladištem je oksitocina i vazopresina. Ponekad se ovo smatra istoznačnicom sa stražnjim režnjem, što je pogrešno.